# Ђиљола Чинквети
Ђиљола Чинквети (итал. Gigliola Cinquetti; 20. децембар 1947) је италијанска певачица и ТВ водитељка.

## Учешће на фестивалима
- Фестивал у Санрему (више пута)
- Песма Евровизије (1964) победа
- Песма Евровизије (1974. г.)

## Познате песме
- итал. ;
- итал. ;
- итал. ;